# Party Hard
Party Hard ist ein Action-Stealth-Computerspiel entwickelt von Pinokl Games sowie Kverta Limited und veröffentlicht von tinyBuild.

## Handlung
Das Spielt handelt von einem von Partylärm genervten Mann, der die Teilnehmer der Lärm verursachenden Partys ermordet. Nach dem ersten Level, das als Tutorial dient, reist der Spieler quer durch die USA und ermordet wahllos Personen auf Partys. Die Story wird immer wieder in kleineren Grafiksequenzen erzählt, in denen Detective John West, dessen Tochter zu den Mordopfern des Killers zählt, vermeintlich von einer unbekannten Person verhört wird, wie sich am Ende des Spieles herausstellt aber nur mit sich selbst redet.

## Gameplay
Das Spielziel von Party Hard besteht darin mit seiner Spielfigur alle Personen eines Levels umzubringen. Der Spieler kann auf verschiedene Arten die Partybesucher umbringen, Standardmäßig ist von Anfang an ein Messer verfügbar, das man allerdings im Spiel gegen andere Waffen austauschen kann. Das Geschehen wird aus der Vogelperspektive betrachtet und jedes Level besteht immer aus demselben Grunddesign in dem sich nach einem Neustart nur die Fallen, Personen und Gegenstände auf der Karte ändern. Ähnlich wie Hotline Miami setzt Party Hard auf pixelige Retro-Grafik der 80er Jahre, allerdings sind die Levels sehr detailliert designt.
Die Handlung um den Killer und Detective John West umfasst zwölf Level und sieben Zusatzlevel außerhalb der Handlung. Außerdem bietet das Spiel eine Steam-Workshop Anbindung, wodurch von Usern generierte Level gespielt werden können.
Das Spiel hat eine direkte Twitch-Einbindung, wodurch Zuschauer eines Party Hard Stream in das laufende Spielgeschehen eingreifen können und den Streamer unterstützen oder sabotieren können.

## DLCs
Am 16. September 2016 erschien der kostenlose DLC Party Hard - Dark Castle, der vier Level über den Charakter Van Helsing beinhaltet.
Am 10. November 2016 erschien der DLC Party Hard: High Crimes, das zehn Jahre nach den Ereignissen von Party Hard spielt. Im DLC geht es darum, dass der Mörder aus dem Hauptspiel seit zehn Jahren nicht mehr gemordet hat, aber nachdem in der Stadt immer häufiger korrupte Politiker und Polizisten vorkommen, diese ermordet.

## Rezeption
“A light-hearted game of mass murder in 'Party Hard'”

„Ein unbeschwertes Massenmordspiel in "Party Hard"“

### Auszeichnungen
- Indie Prize Europe 2015: Best in Show Award Critic's Choice[10]
- DevGAMM Moscow 2015[11]
  - Nominiert: Best Indie Game
  - Nominiert: Excellene In Game Design

## Party Hard 2
Party Hard 2 ist ein Action-Stealth-Computerspiel, das von Pinokl Games sowie Kverta Limited entwickelt und von tinyBuild veröffentlicht wurde. Es ist die Fortsetzung von Part Hard und wird zehn Jahre nach den Ereignissen des ersten Teils spielen. Das Spiel erschien 2018 für PC und 2020 für die Konsolen.

## Party Hard Tycoon
Party Hard Tycoon ist ein Aufbauspiel im Party Hard Setting. Entwickler sind Pinokl Games und Kverta Limited, Publisher ist tinyBuild. Party Hard Tycoon fungiert als Level-Editor für Party Hard, kann aber auch unabhängig davon genutzt werden.